# Jani Kovačič
Jani Kovačič (San Pietro, 3 giugno 1991) è un pallavolista sloveno, libero dell'ACH Volley.

## Palmarès

### Squadra
- Campionato sloveno: 6

2016-2017, 2017-18, 2018-19, 2021-22, 2022-23, 2023-24
- Coppa di Slovenia: 4

2017-18, 2018-19, 2021-22, 2022-23
- Middle European League: 4

2016-17, 2018-19, 2021-22, 2022-23

### Nazionale (competizioni minori)
- European League 2014
- European League 2015
- Volleyball Challenger Cup 2019